# Präfektur Kagawa
Die Präfektur Kagawa (jap. 香川県 Kagawa-ken) ist eine Präfektur Japans und liegt im Nord(ost)en der westjapanischen Region Shikoku auf der Hauptinsel Shikoku und über 100 weiteren Inseln im Seto-Binnenmeer. Sitz der Präfekturverwaltung ist die Stadt Takamatsu.

## Geografie und Lage

Topographische Karte von Kagawa

Die Präfektur erstreckt sich zwischen 34 Grad 0 Minuten 44 Sekunden und 34 Grad 33 Minuten 53 Sekunden nördliche Breite sowie 133 Grad 26 Minuten 48 Sekunden und 134 Grad 26 Minuten 51 Sekunden östlicher Länge.

Die Präfektur Kagawa ist die flächenmäßig kleinste (14,7 %) der Insel Shikoku, hat aber die zweithöchste Bevölkerungszahl (25,4 %) und die höchste Bevölkerungsdichte (520,2 Einwohner je Quadratkilometer).
Zur Präfektur Kagawa gehörende Inseln sind von Westen nach Osten Ibukijima, die Shiwaku- und Naoshima-Inseln sowie Shōdoshima.

## Geschichte
Eine erste Präfektur Kagawa ging 1871 in der Provinz Sanuki aus den Fürstentümern Takamatsu, Marugame und Teilen der aus Shōgunatsland hervorgegangenen Präfektur Kurashiki hervor. Endgültig eigenständig ist Kagawa seit 1888, als es von Ehime abgetrennt wurde.

## Wirtschaft
Die Präfektur Kagawa verfügt über ein ausgedehnten Land-, See- und Luftverkehrsnetz, das Shikoku mit Honshu verbindet.  Viele der führenden japanischen Unternehmen in den Bereichen Baumaschinen, Schiffbau, Automobilteile und Elektromaschinen sind in der Präfektur Kagawa tätig. Sie haben zahlreiche Zulieferer mit fortschrittlichen Basistechnologien wie Metallverarbeitung, Formenbau und Schweißen angezogen. Großanlagen zur Herstellung von Rohstoffen wie Chemikalien, Kohle und Nichteisenmetallen befinden sich hauptsächlich in Industriegebieten in Küstenregionen. Außerdem gibt es in der gesamten Präfektur eine Reihe von Unternehmen der Lebensmittelindustrie, z. B. für Tiefkühlkost und Gewürze.

## Verwaltungsgliederung

Politische Karte der Präfektur Kagawa
Shi in rosa, Chō in gelb

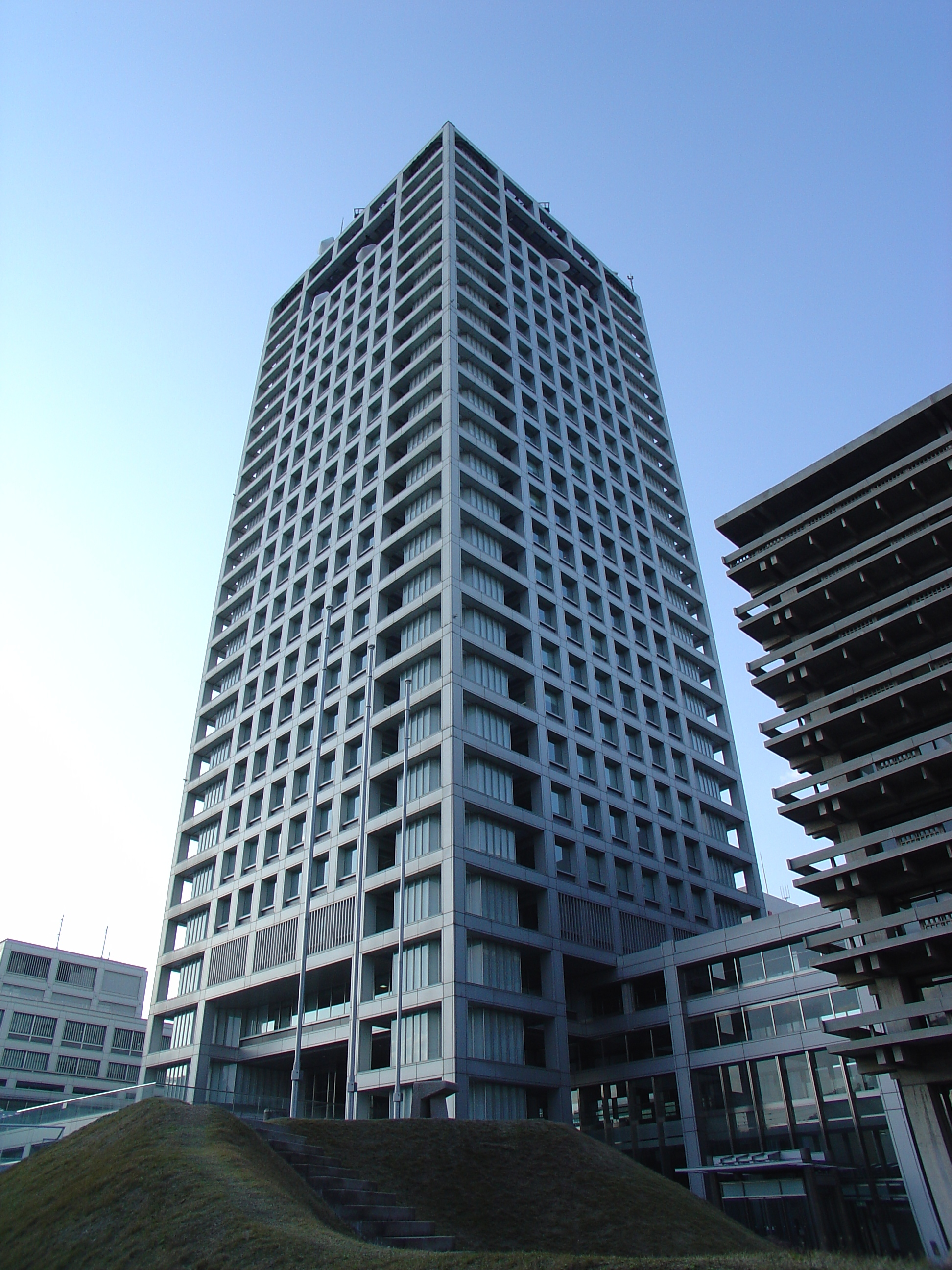
Das im Jahr 2000 fertiggestellte, 22-stöckige Hauptgebäude der Präfekturverwaltung.

Die Präfektur gliedert sich seit 2006 in acht kreisfreie Städte (Shi, 市) sowie neun (kreisangehörige/Klein-) Städte (Chō, 町), die sechs Landkreisen (Gun, 郡) organisiert sind.

Nach der Einführung der heutigen Gemeindeformen bestanden 1889 182 Gemeinden, davon nur eine kreisfreie und fünf kreisangehörige Städte. 1953 gab es 157 Gemeinden, 1960 noch 44 und am 1. September 2003 bestanden noch 7 kreisfreie und 30 kreisangehörige Städte. Mit der Eingliederung des letzten Dorfes  am 15. Februar 1970 waren alle Dörfer (Mura) in der Präfektur verschwunden.
In untenstehender Tabelle sind die Landkreise (郡) kursiv dargestellt, darunter jeweils (eingerückt) die Kleinstädte (町) darin. Die Präfekturzugehörigkeit einer Gebietskörperschaft ist an den ersten beiden Stellen des Gebietskörperschaftscodes (1. Spalte) ersichtlich, ein Zusammenhang zwischen Landkreis und zugehörigen Gemeinden an der dritten. Am Anfang der Tabelle stehen die kreisfreien Städte.
| Code       | Name                           | Name                        | Fläche (in km²) | Bevölkerung | Bevölkerungs- dichte (Ew./km²) |         |
| Code       | Lesung (in lat. Transkription) | Schreibung (in jp. Schrift) | 01.10.20171     | 01.10.20152 | 01.10.20183                    |         |
| ---------- | ------------------------------ | --------------------------- | --------------- | ----------- | ------------------------------ | ------- |
| 37201      | Takamatsu-shi                  | 高松市                      | 375,41          | 420.748     | 419.696                        | 1120,77 |
| 37202      | Marugame-shi                   | 丸亀市                      | 111,79          | 110.010     | 109.551                        | 984,08  |
| 37203      | Sakaide-shi                    | 坂出市                      | 92,49           | 53.164      | 51.620                         | 574,81  |
| 37204      | Zentsūji-shi                   | 善通寺市                    | 39,93           | 32.927      | 32.493                         | 824,62  |
| 37205      | Kan’onji-shi                   | 観音寺市                    | 117,84          | 59.409      | 57.850                         | 504,15  |
| 37206      | Sanuki-shi                     | さぬき市                    | 158,63          | 50.272      | 48.241                         | 316,91  |
| 37207      | Higashikagawa-shi              | 東かがわ市                  | 152,83          | 31.031      | 29.544                         | 203,04  |
| 37208      | Mitoyo-shi                     | 三豊市                      | 222,73          | 65.524      | 63.405                         | 294,19  |
| 37320      | Shōzu-gun                      | 小豆郡                      | 169,97          | 28.864      | 27.430                         | 169,82  |
| 37322      | Tonoshō-chō                    | 土庄町                      | 74,38           | 14.002      | 13.298                         | 188,25  |
| 37324      | Shōdoshima-chō                 | 小豆島町                    | 95,59           | 14.862      | 14.132                         | 155,48  |
| 37340      | Kita-gun                       | 木田郡                      | 75,78           | 27.684      | 27.361                         | 365,32  |
| 37341      | Miki-chō                       | 三木町                      | 75,78           | 27.684      | 27.361                         | 365,32  |
| 37360      | Kagawa-gun                     | 香川郡                      | 14,22           | 3139        | 3079                           | 220,75  |
| 37364      | Naoshima-chō                   | 直島町                      | 14,22           | 3139        | 3079                           | 220,75  |
| 37380      | Aya-gun                        | 綾歌郡                      | 117,84          | 42.562      | 42.126                         | 361,19  |
| 37386      | Utazu-chō                      | 宇多津町                    | 8,10            | 18.952      | 18.981                         | 2339,75 |
| 37387      | Ayagawa-chō                    | 綾川町                      | 109,75          | 23.610      | 23.145                         | 215,13  |
| 37400      | Nakatado-gun                   | 仲多度郡                    | 227,31          | 50.929      | 49.504                         | 224,05  |
| 37403      | Kotohira-chō                   | 琴平町                      | 8,47            | 9186        | 8735                           | 1084,53 |
| 37404      | Tadotsu-chō                    | 多度津町                    | 24,39           | 23.366      | 23.038                         | 958,02  |
| 37406      | Mannō-chō                      | まんのう町                  | 194,45          | 18.377      | 17.731                         | 94,51   |
| JP-37[000] | Kagawa-ken                     | 香川県                      | 1876,77         | 976.263     | 961.900                        | 520,18  |

## Größte Orte
| Census-Jahr   | Einwohner | Einwohner | Einwohner | Einwohner |
| 2015          | 2010      | 2005      | 2000      |           |
| ------------- | --------- | --------- | --------- | --------- |
| Takamatsu     | 420.748   | 419.429   | 420.748   | 332.865   |
| Marugame      | 110.010   | 110.473   | 110.010   | 80.105    |
| Sakaide       | 53.164    | 55.621    | 53.164    | 59.228    |
| Zentsūji      | 32.927    | 33.817    | 32.927    | 36.413    |
| Kan'onji      | 59.409    | 62.690    | 59.409    | 44.755    |
| Sanuki        | 50.272    | 53.000    | 50.272    | ——        |
| Higashikagawa | 31.031    | 33.625    | 31.031    | ——        |
| Mitoyo        | 65.524    | 68.512    | 65.524    | ——        |

Am 1. April 2002 fusionieren 5 Gemeinden zur Stadt Sanuki.

Am 1. April 2003 fusionieren 3 Gemeinden zur Stadt Higashikagawa.

Am 1. Januar 2006 fusionieren 7 Gemeinden zur Stadt Mitoyo.

## Bevölkerungsentwicklung der Präfektur
| Census- Jahr | Gesamt- Bevölkerung | männliche Bevölkerung | weibliche Bevölkerung | Geschlechter- verhältnis Männer auf 1000 Frauen | Fläche in km2 | Bevölkerungs- dichte Einw. je km2 |
| ------------ | ------------------- | --------------------- | --------------------- | ----------------------------------------------- | ------------- | --------------------------------- |
| 1920         | 677.852             | 336.195               | 341.657               | 984                                             | 1845,45       | 367,3                             |
| 1925         | 700.308             | 351.911               | 348.397               | 1010                                            | 1845,45       | 379,5                             |
| 1930         | 732.816             | 368.442               | 364.374               | 1011                                            | 1858,73       | 394,3                             |
| 1935         | 748.656             | 373.522               | 375.134               | 996                                             | 1858,73       | 402,8                             |
| 1940         | 730.394             | 359.139               | 371.255               | 967                                             | 1858,73       | 393,0                             |
| 1945         | 863.700             | 396.235               | 467.465               | 848                                             | 1858,73       | 464,7                             |
| 1950         | 946.022             | 457.980               | 488.042               | 938                                             | 1862,34       | 508,0                             |
| 1955         | 943.823             | 456.711               | 487.112               | 938                                             | 1859,36       | 507,6                             |
| 1960         | 918.867             | 438.924               | 479.943               | 915                                             | 1859,36       | 494,2                             |
| 1965         | 900.845             | 427.058               | 473.787               | 901                                             | 1863,02       | 483,5                             |
| 1970         | 907.897             | 430.773               | 477.124               | 903                                             | 1870,06       | 485,5                             |
| 1975         | 961.292             | 461.370               | 499.922               | 923                                             | 1879,31       | 511,5                             |
| 1980         | 999.864             | 481.104               | 518.760               | 927                                             | 1880,47       | 531,7                             |
| 1985         | 1.022.569           | 492.696               | 529.873               | 930                                             | 1882,11       | 543,3                             |
| 1990         | 1.023.412           | 491.621               | 531.791               | 925                                             | 1874,86       | 545,9                             |
| 1995         | 1.027.006           | 493.482               | 533.524               | 925                                             | 1875,15       | 547,7                             |
| 2000         | 1.022.890           | 491.761               | 531.129               | 926                                             | 1875,88       | 545,3                             |
| 2005         | 1.012.400           | 486.108               | 526.292               | 924                                             | 1876,41       | 539,5                             |
| 2010         | 995.842             | 479.951               | 515.891               | 930                                             | 1876,53       | 530,7                             |
| 2015         | 976.263             | 472.308               | 503.955               | 937                                             | 1876,72       | 520,2                             |

## Politik
- Rikken・shimin-ha net (mit KDP): 4
- DVP: 5
- Kōmeitō: 2
- 1-Mitglied-Fraktionen (darunter LDP, Ishin, KPJ): 4
- LDP: 5
- LDP Kagawa Kenseikai (県政会): 21

Zum Nachfolger des zwölf Jahre als Gouverneur von Kagawa amtierenden Keizō Hamada wurde bei der Gouverneurswahl 2022 der ehemalige MLIT-Beamte Toyohito Ikeda gewählt. Er setzte sich mit breiter Parteienunterstützung von LDP, KDP, Kōmeitō und DVP mit Zweidrittelmehrheit gegen den KPJ-gestützten Kandidaten Kōichi Nakatani durch. Die Wahlbeteiligung erreichte mit 29,09 % ein neues Rekordtief. Das 41-köpfige Parlament wurde bei den einheitlichen Regionalwahlen im April 2023 gewählt, die LDP verteidigte mit 25 Sitzen ihre absolute Mehrheit. Allerdings hatte sich ihre Fraktion erstmals im Mai 2016 und erneut im Juli 2017 gespalten, so dass es zeitweise drei LDP-Fraktionen im Parlament von Kagawa gab.
Im nationalen Parlament ist Kagawa durch drei direkt gewählte Abgeordnete im Shūgiin vertreten, nach der Wahl 2024 unverändert Jun’ya Ogawa (Wahlkreis 1, KDP, 7. Wahlsieg), der DVP-Vorsitzende Yūichirō Tamaki (Wahlkreis 2, 6. Wahl) und Keitarō Ōno (Wahlkreis 3, LDP, 5. Wahl). Ins Sangiin wählt die Präfektur einen Abgeordneten je Teilwahl, zuletzt 2019 und 2022 die Liberaldemokraten Yoshihiko Isozaki und Shingo Miyake.

## Sehenswürdigkeiten (Auswahl)

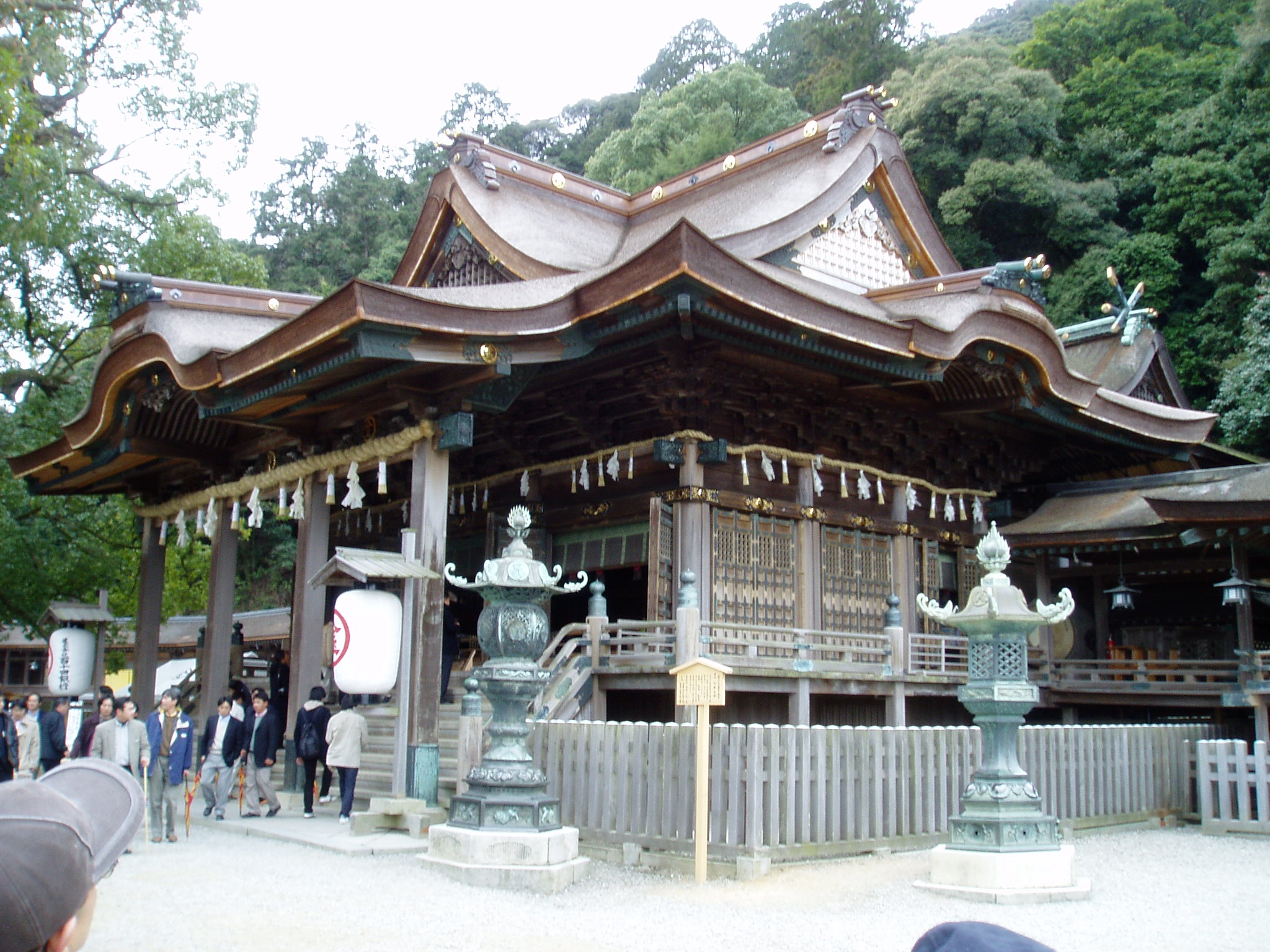
Kotohira-gū
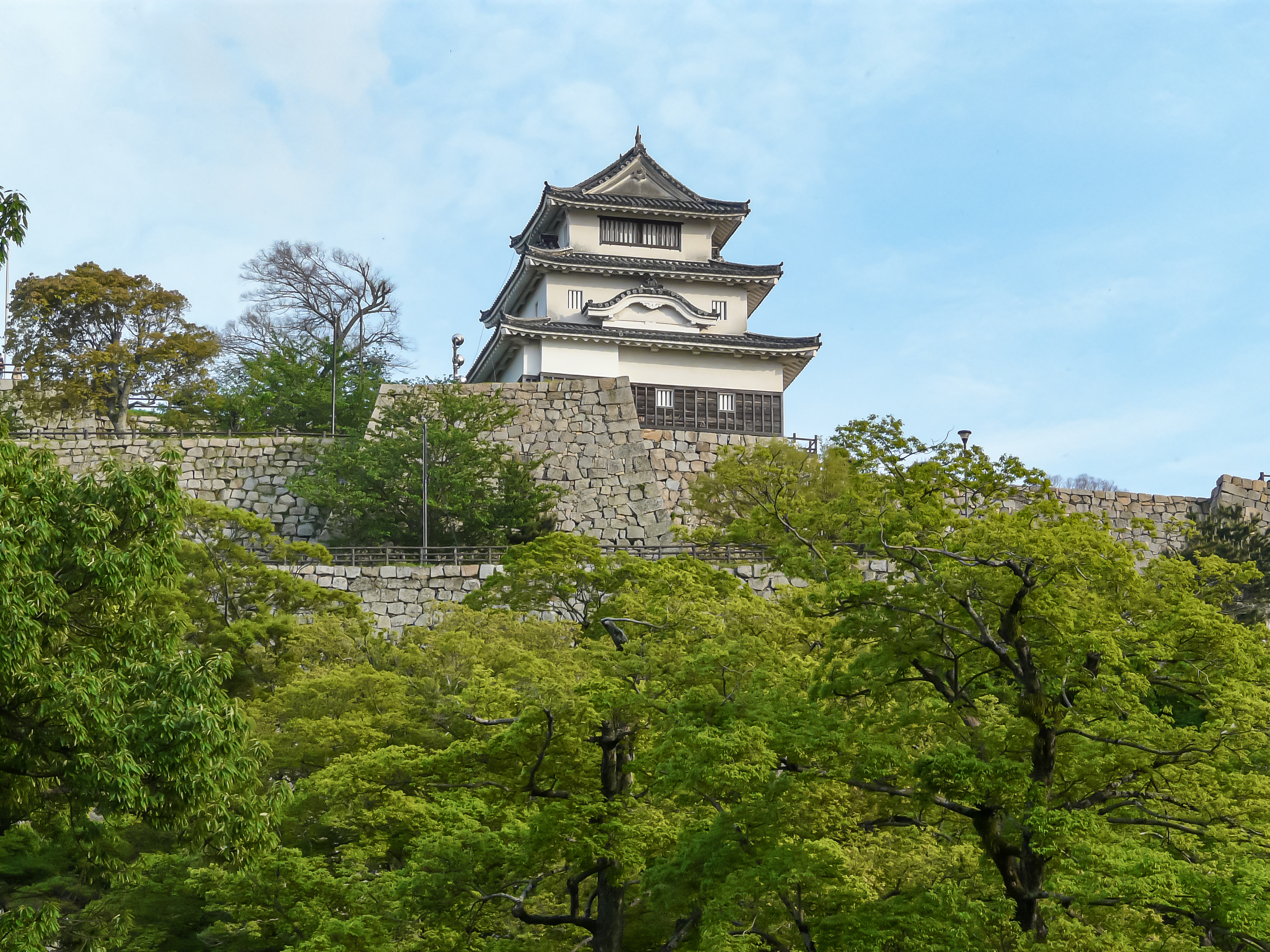
Burg Marugame
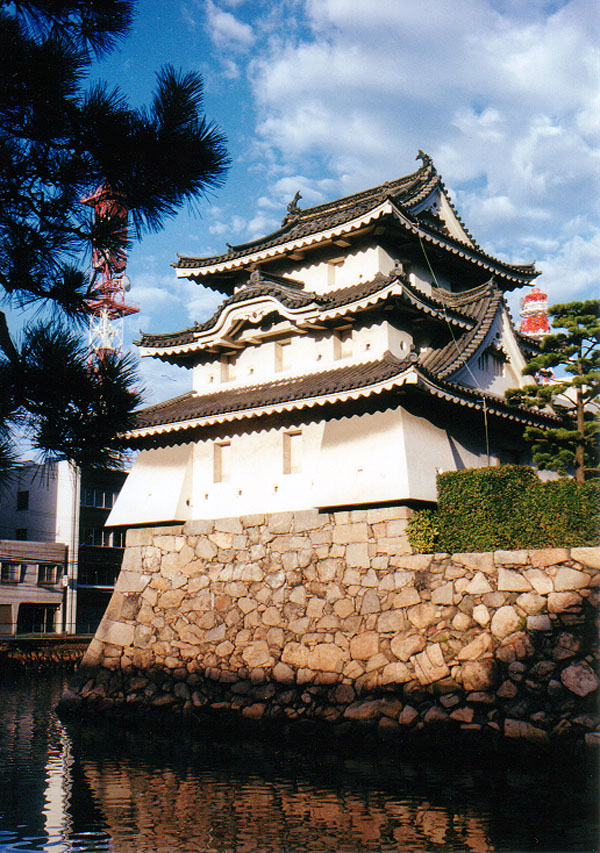
Burg Takamatsu
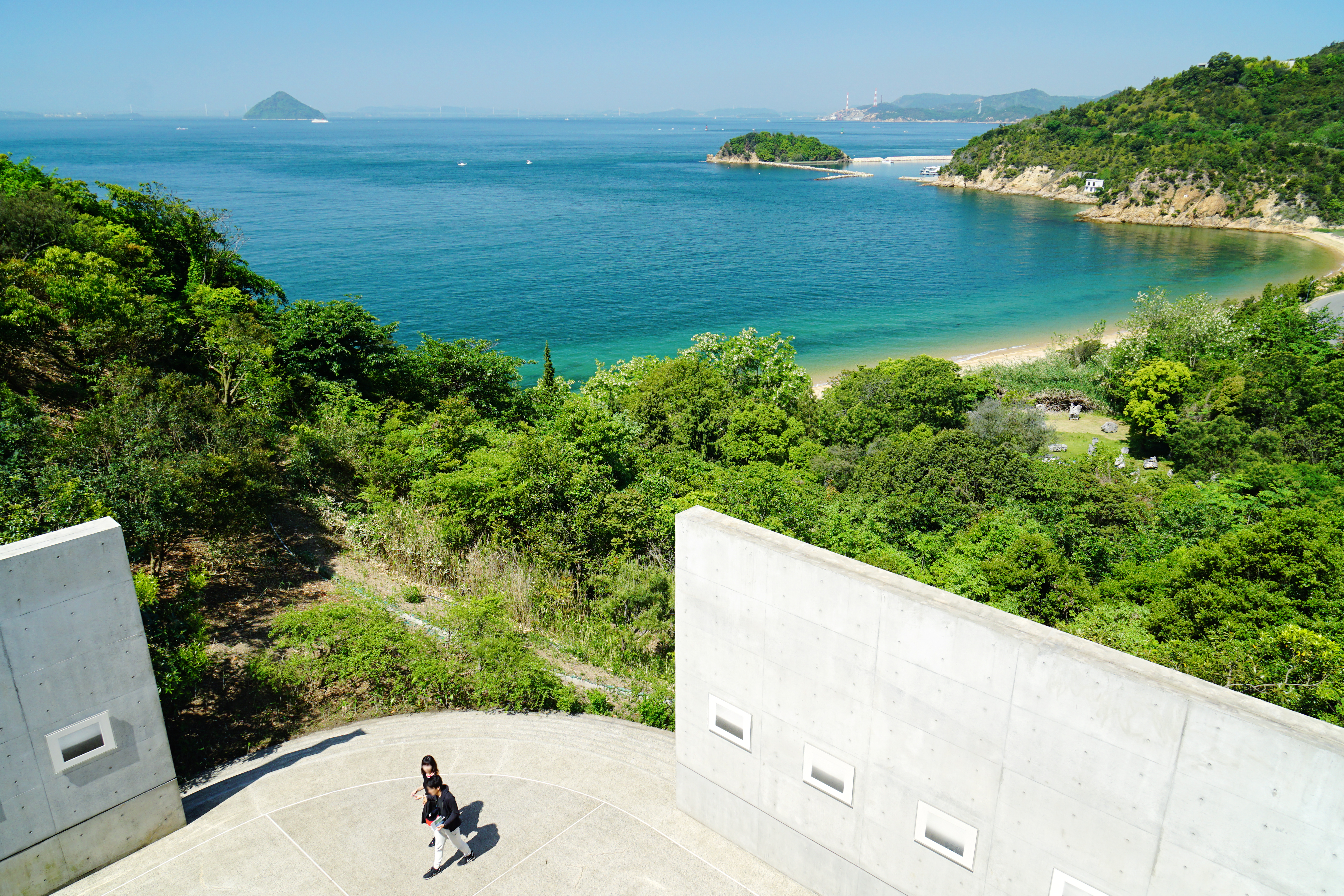
Benesse Art Site, Naoshima